# Henry Hyde (homme politique)
Pour les articles homonymes, voir Henry Hyde.
Henry John Hyde, né le 18 avril 1924 à Chicago et mort le 29 novembre 2007 dans la même ville, est un homme politique américain, membre du Parti républicain et représentant du sixième district de l'Illinois à la Chambre des représentants des États-Unis de 1975 à 2007.
Le 30 septembre 1976, il fait adopter par la Chambre des Représentants l'amendement portant son nom qui interdit l'utilisation des fonds fédéraux pour financer l'avortement, sauf danger pour la vie de la mère et dans les cas de grossesse consécutive à un inceste ou un viol.